# Lama guanicoe
Il guanaco (Lama guanicoe Statius Müller, 1776) è un camelide diffuso in America meridionale, negli stati di Perù, Bolivia, Cile e Argentina.  La distribuzione del guanaco è molto estesa, ma in forma assolutamente discontinua, dal nord del Perù fino alla Terra del Fuoco; dal livello del mare fino ai 4 600 m d'altitudine.
A causa della caccia e della distruzione del suo habitat, ha sofferto un forte decremento numerico. Per esempio, in Cile e in Perù è sceso del 75% e in Ecuador si è estinto. Le popolazioni più grandi si possono trovare nelle regioni fredde meridionali della Patagonia e della Terra del Fuoco.

## Descrizione
Il guanaco è il più grande dei Camelidi selvatici americani; è alto 1,06 m al garrese e pesa intorno ai 90 kg potendo raggiungere anche i 120 kg . 
Come il lama, anche il guanaco presenta un manto doppio: uno più ruvido all'esterno e uno più soffice all'interno. Il colore del manto varia da individuo a individuo: si va dal marrone chiaro al color cannella scuro, con riflessi bianchi nella parte inferiore. Il muso è invece di colore grigio, con piccole orecchie dritte. 
Gli occhi, molto grandi, sono di forma affusolata e di un colore bruno intenso.

## Biologia
Alla fine di una gestazione di 11,5 mesi partorisce un solo piccolo. Presenta un comportamento sociale in cui un maschio domina il branco e controlla gli accoppiamenti, nonché la ricerca di cibo e di acqua. Come in tutti i suoi congeneri, tende a utilizzare lo sputo per comunicare dominanza e aggressività.
I guanachi sono buoni corridori, possono raggiungere la velocità di 56 km/h.
Vivono in greggi condotte da un maschio dominante.

## Conservazione

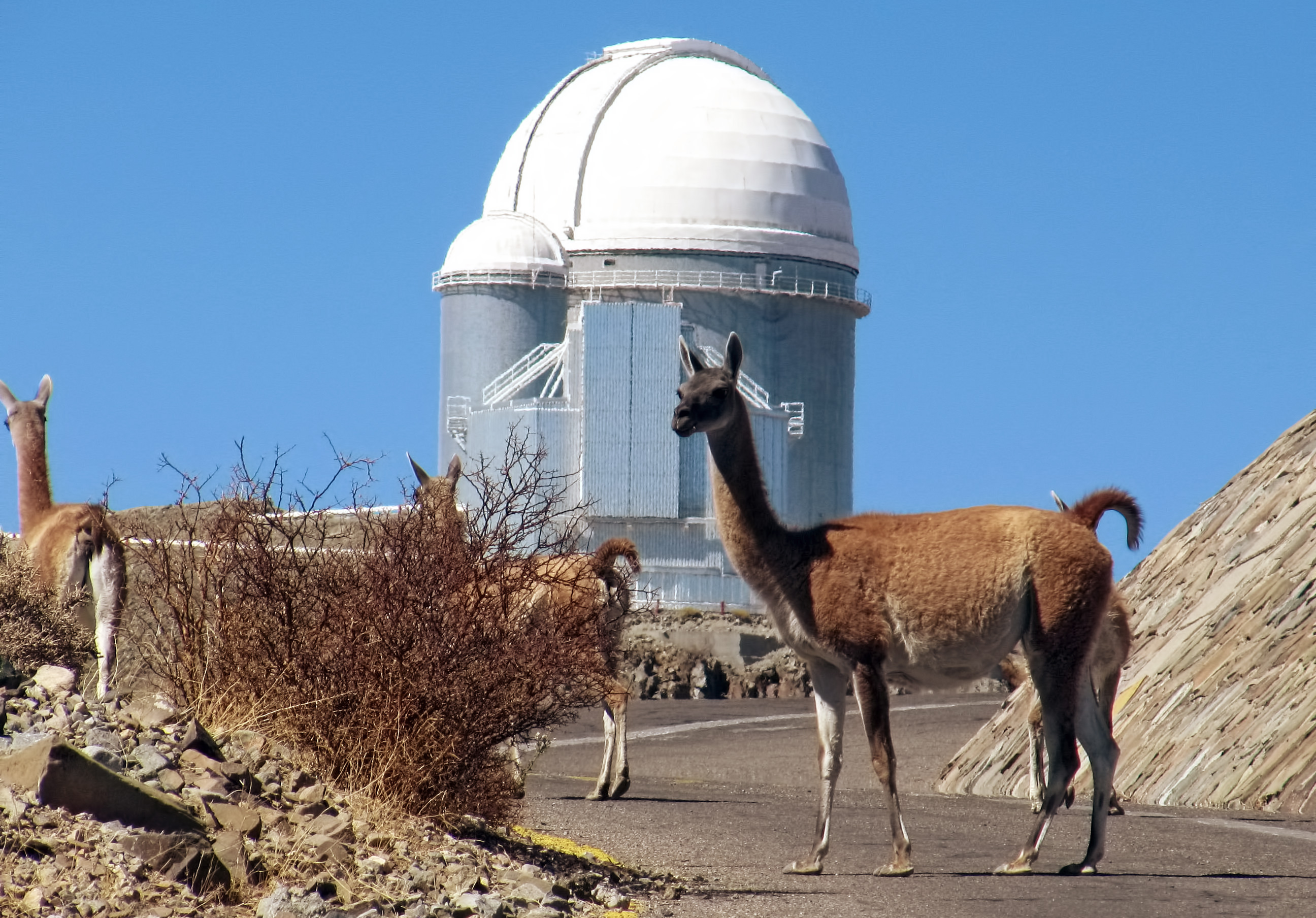
Guanachi presso l'Osservatorio di La Silla

Si tratta di una specie cacciata per la sua carne, la sua pelle e, soprattutto, per la sua lana. Secondo le stime, quando gli europei giunsero per la prima volta in America meridionale, i guanachi erano circa mezzo miliardo. Attualmente, si ritiene che ne esistano 4 milioni e mezzo
La IUCN Red List classifica Lama guanicoe come specie a basso rischio (Least Concern).